# Guadalupe-Kupferspecht
Der Guadalupe-Kupferspecht (Colaptes auratus rufipileus) ist eine ausgestorbene Unterart des Goldspechts (Colaptes auratus). Er war auf der Insel Guadalupe vor der Küste Niederkaliforniens endemisch.

## Merkmale
Der Guadalupe-Kupferspecht erreichte eine Länge von 30 cm. Die Altvögel waren allgemein zimtbraun mit schwarzen Bändern am Rücken und an den Flügeln. Der Scheitel war hell gelbbraun. Nacken und Rücken waren grau. Der Bürzel war rosaweiß. Der Schwanz war schwarzbraun. Um die Oberbrust verlief ein schwarzes Band. Unterbrust und Bauch waren schwarz und weiß gebändert und zeigten eine gelbbraun-gelbliche Verwaschung. Der Schnabel war schwarz oder schiefergrau. Die Iris war tiefbraun. Die Beine und Füße waren grau. Die Männchen hatten einen schwarzen oder roten Bartstreif.

## Lebensraum
Walter E. Bryant gab 1887 an, dass er diese Vögel in einem begrenzten Zypressenhain am Rücken des Mount Augusta, der höchsten Erhebung Guadalupes, beobachtet haben will. Gelegentlich sollen die Spechte auch an anderen Orten mit Monterey-Kiefern oder Palmenbeständen gesichtet worden sein.

## Aussterben
Bereits bei seiner Entdeckung durch Edward Palmer im Jahr 1875 wurde der Guadalupe-Kupferspecht als ziemlich selten beschrieben. Als Henry Keading 1897 Guadalupe besuchte, bekam er die Vögel nur sehr selten zu Gesicht. Die letzten zwölf Bälge und sechs Gelege mit Eiern wurden im Mai und Juni 1906 von Wilmot W. Brown gesammelt, der den Gesamtbestand auf 40 Exemplare schätzte. Zwischen 1906 und 1922 gab es keine Informationen über die Population des Guadalupe-Kupferspechts. Als Naturforscher der California Academy of Sciences 1922 eine Suche nach den Spechten durchführen wollten, konnten sie jedoch kein Exemplar mehr nachweisen. Auch nachfolgende Suchexpeditionen blieben ohne Erfolg. Die Hauptursache für sein Verschwinden ist wohl auf die Zerstörung der Vegetation durch Ziegen zurückzuführen, die 1886 auf Guadalupe eingeführt wurden und bis 1906 einen Bestand von 40.000 bis 50.000 Exemplaren erreicht hatten. Auch Katzen konnten sich auf der Insel schnell ausbreiten und den heimischen Vögeln, die keinerlei Scheu zeigten, den Garaus machen. Heute befinden sich Museumsexemplare in den Museen von Berkley in Kalifornien, Chicago, Cambridge in Massachusetts, New York City, Providence auf Rhode Island, Washington, D. C. und Tring.